# Falsocacia nigromaculata
Falsocacia nigromaculata là một loài bọ cánh cứng trong họ Cerambycidae.